# Buitengoed Geul & Maas
Buitengoed Geul & Maas, voorheen Landgoederenzone Maastricht - Meerssen, is een natuurgebied en landgoederenzone in het Zuid-Limburgse Heuvelland in het zuidoosten van Nederland. Het gebied met een dertigtal kastelen, landhuizen en watermolens bevindt zich in drie gemeenten: Maastricht, Meerssen en Valkenburg aan de Geul. Het samenwerkingsverband Buitengoed Geul & Maas is in 2021 door de betreffende overheden overgedragen aan de in het gebied belanghebbende ondernemers en andere betrokkenen.  Sinds het begin van de 21e eeuw wordt het gebied onder de noemer City Park ontwikkeld tot natuur- en cultuurgebied. Dit vergt grote inspanningen aangezien in deze landgoederenzone onder andere het Julianakanaal, de autosnelwegen A2 en A79, en de spoorlijnen Maastricht - Venlo en Maastricht - Aken zijn aangelegd. Bovendien liggen er diverse woonwijken en het industrieterrein Beatrixhaven.
Het gebied kenmerkt zich ondanks dit intensieve gebruik door grote natuurlijke variatie. Er bevinden zich rivieren en beken (Maas, Geul en Kanjel), bossen, weilanden en tientallen historische gebouwen, waarvan de meeste beschermd zijn als rijksmonument. De meeste landgoederen in het westelijk deelgebied (tussen Maastricht en Meerssen) behoorden ooit tot het bezit van de 19e-eeuwse Maastrichtse industrieel Petrus Regout en diens nakomelingen.
De Landgoederenzone strekt zich onder andere uit over zeven buurten in het noordoosten van de gemeente Maastricht:
- Amby:
  - Landhuis Withuishof
  - Huis Severen
  - Hoeve Gravenhof
  - Hoeve Hagenhof (ook wel: 'Tiendschuur van Amby')
- Wittevrouwenveld:
  - Kasteel Geusselt
- Nazareth, buurtschap Mariënwaard: 
  - La Grande Suisse (voorheen De Kanjel of Huize Mariënwaard)
  - Villa Kanjel (ook La Petite Suisse)
  - Villa Kruisdonk
- Limmel:
  - Kasteel Bethlehem
  - Kasteel Jerusalem
  - Hoeve Rome
- Meerssenhoven:
  - Kasteel Meerssenhoven met park
  - Kasteel Vaeshartelt met park en boomgaarden
  - Villa Klein Vaeshartelt
  - Villa Zonnevang
- Itteren:
  - Kasteelhoeve Hartelstein
- Borgharen:
  - Kasteel Borgharen met kasteelhoeve en park
  - Hoeve Wiegershof

In het zuidelijk deel van de gemeente Meerssen behoren tot het Buitengoed Geul & Maas:
- Weert:
  - Hoeve Weerterhof
  - Hoeve Weert 93
- Rothem:
  - IJzeren Molen (watermolen)
- Meerssen:
  - Groote Molen (watermolen)

In de gemeente Valkenburg aan de Geul behoren tot het Buitengoed Geul & Maas:
- Geulhem:
  - Kasteel Geulzicht
  - Geulhemmermolen (watermolen)
- Houthem-Sint Gerlach:
  - Château St. Gerlach met barokkerk en park
  - diverse carréboerderijen
- Broekhem:
  - Villa Geerlingshof
  - diverse andere villa's (o.a. Villa Bella Vista, Villa Sole Mio en Villa Beukenhof)
- Valkenburg-Centrum:
  - Kasteelruïne Valkenburg
  - Kasteel Den Halder en Den Halderpark
  - Kruitmolen, Oude of Banmolen en Franse Molen (watermolens)
  - diverse villa's (o.a. Villa Alpha, Villa Jacoba en Villa Leeuwenhorst)
- Valkenburg-Oost en Oud-Valkenburg:
  - Kasteel Oost en park
  - Kasteel Schaloen
  - Schaloensmolen (watermolen)
  - Kasteel Genhoes
  - carréboerderijen